# 亞述巴尼拔圖書館
亞述巴尼拔圖書館是於新亞述時期以亞述巴尼拔之命所興建的圖書館，藏有數以千計載有公元前7世紀各類內容的泥板及碎片。這些古物都在兩河流域北部庫云吉克（古代亞述首都尼尼微）的考古遺址發現。該地位於現今的伊拉克。

## 發現經過
此考古發現歸功於奧斯丁·亨利·萊亞德，絕大部分的古物都帶回了英國，目前藏於大英博物館。辛那赫里布的王宮（一般稱為「西南王宮」）遺址於1849年年底首次發現。
三年後，萊亞德的助手霍姆茲德·拉薩姆（Hormuzd Rassam）在對面的土丘上發現了亞述巴尼拔王宮，王宮內有一個跟西南王宮相似的「圖書館」。可惜的是，由於沒有人為發掘的古物進行記錄，及後到達歐洲時，泥板與來自其他遺址的泥板混在一起，因此，直至今日，幾乎沒有方法分辨哪些泥板是來自哪個圖書館了。 

## 歷史

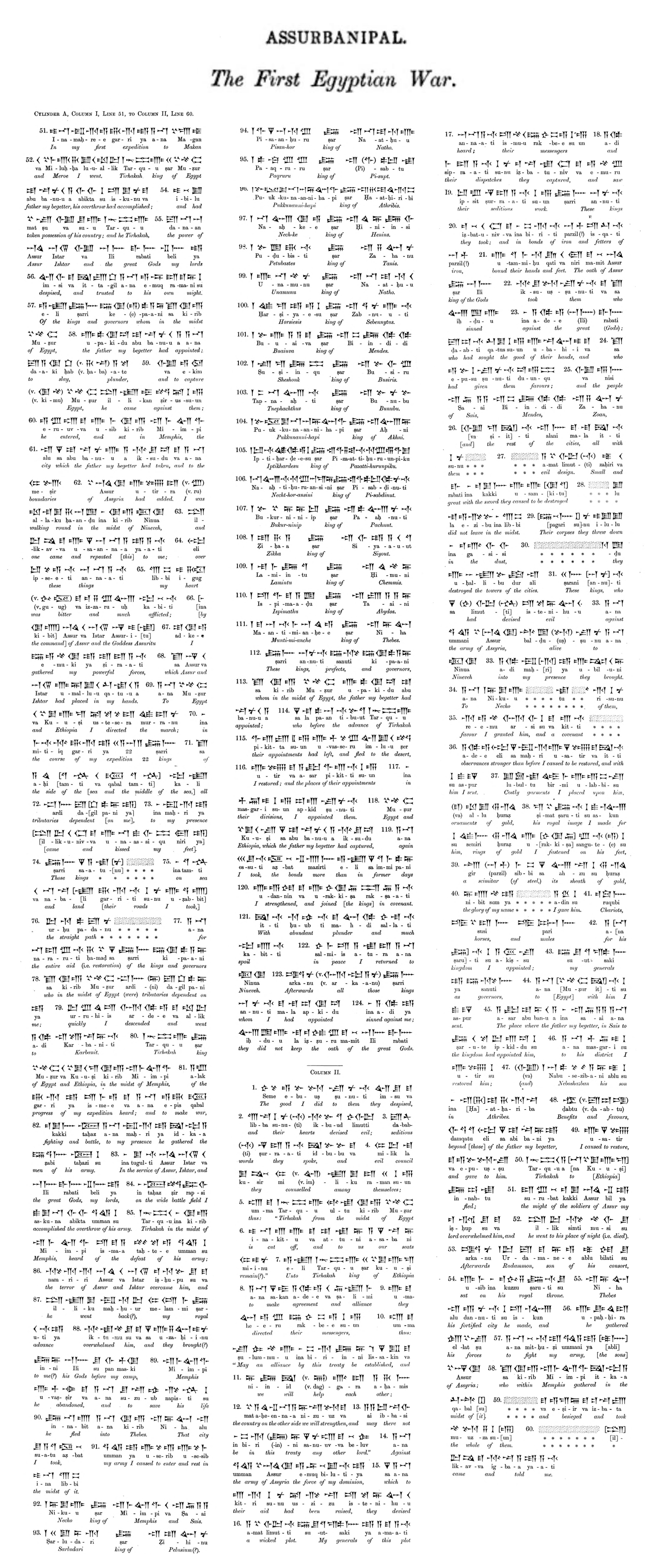
亞述巴尼拔在埃及對抗塔哈誇的記述（楔形文字的翻譯，來自亚述巴尼拔圓柱體）。

亞述巴尼拔雖然熱愛征服，卻也是甚具文化修養，而且是一個熱愛搜集各屬地文獻和泥板的收藏家。他派抄寫員到亞述帝國的每個地區收集古代文獻，亦聘請學者和抄寫員從巴比倫的原始資料抄寫文獻。
圖書館中的殘片包括王室銘文、編年紀、神話及宗教文獻、契約、王室法令、王室書信及各種行政文件。部分文獻包括卜辭、預示、咒文及頌讚諸神的歌謠，其他則有關醫藥、天文及文學。《吉爾伽美什史詩》、《埃努瑪·埃利什》以及《尼普爾的可憐人》等古巴比倫文學作品都是在圖書館裏發現的。
大部分的文獻是用楔形文字以阿卡德語寫成。 
尼尼微於公元前612年被巴比倫尼亞、斯基泰及米底王國（一古伊朗王國）聯軍攻陷。相信當時的大火已將王宮及圖書館一併燒毀，但卻把泥板上的楔形文字燒硬。這次大火雖然毀了建築物，卻有助保存泥板；至於刻於蠟板上的內容就因其性質而不能保存下來。
大英博物館擁有整個圖書館裏30,943塊「泥板」的資料，而博物館的信託基金計劃刊發一份最新的目錄冊，此乃「大英博物館亞述巴尼拔圖書館計劃（第一階段）」的其中一部分。假如減去及相同文獻的零碎殘片，「圖書館」合共館藏約10,000件文獻。然而，原來圖書館的文獻包括了皮革卷軸、蠟板，甚至紙莎草，所載的可能比我們從目前泥板上僅有的內容為豐富和多元化。

## 資料來源
1. ↑  Ashurbanipal Library Project （页面存档备份，存于） (phase 1) from the British Museum
2. ↑  Polastron, Lucien X.: Books On Fire: The Tumultuous Story Of The World's Great Libraries 2007, pages 2-3, Thames & Hudson Ltd, London
3. ↑  Menant, Joachim: La bibliothèque du palais de Ninive （页面存档备份，存于） 1880, Paris : E. Leroux
4. ↑  Luckenbill, Daniel David.  (PDF). University of Chicago Press. 1927: 290–296 （英语）.
5. ↑  . The British Museum （英语）.
6. ↑  陳曉紅，毛銳著（2001年）：《失落的文明：巴比倫》，87頁，香港：三聯書店（香港）有限公司
7. ↑  Polastron, Lucien X.: Books On Fire: The Tumultuous Story Of The World's Great Libraries 2007, pages 2-3, Thames & Hudson Ltd, London
8. ↑  Menant, Joachim: La bibliothèque du palais de Ninive （页面存档备份，存于） 1880, Paris: E. Leroux
9. ↑  Heidal, Alexander (1963): The Babylonian Genesis: The Story of Creation, P.1, London: The University of Chicago Press, Ltd.. ISBN 0-226-32399-4
10. ↑  .   [2009-06-06]. （原始内容存档于2011-12-29） （英语）.
11. 1 2  Polastron, Lucien X.: Books On Fire: The Tumultuous Story Of The World's Great Libraries 2007, page 3, Thames & Hudson Ltd, London
12. ↑  Menant, Joachim: La bibliothèque du palais de Ninive （页面存档备份，存于） 1880, page 33, Paris: E. Leroux, 
"Quels sont maintenant ces Livres qui étaient recueillis et consérves avec tant de soin par les rois d'Assyrie dans se précieux dépôt ? Nous y trouvons des livres sur l'histoire, la religion, les sciences naturelles, les mathématiques, l'astronomie, la grammaire, les lois et les coutumes; ..."